# Heinrich Hartung III
Pour les articles homonymes, voir Hartung et Hartung (homonymie).
Heinrich Hartung III (né le 29 juin 1851 à Coblence, mort le 12 février 1919 dans la même ville) est un peintre prussien.
Il est le fils du peintre Heinrich Hartung II (de) et le père des peintres Heinrich Hartung IV (de) et Aenni Hartung.

## Biographie
Il reçoit de premières instructions de son père. De 1875 à 1876, il poursuit ses études en Italie, notamment à Rome et à Naples. De retour d'Italie, il travaille à Munich et à Berlin. Puis il s'installe à Düsseldorf où il vivra une vingtaine d'années. Pendant cette période, il fait des paysages printaniers de la Basse-Rhénanie et de l'Eifel. De 1889 à 1891, Hartung est présent à des expositions internationales à Berlin, Melbourne et Londres. En 1900, Hartung revient à Coblence. Ses paysages du Rhin moyen et de la Moselle continuent à mettre en avant le printemps et la luminosité.